# KOMZET

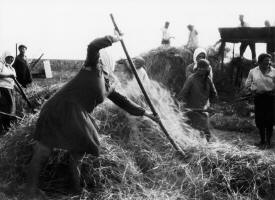
Travaux agricoles dans un kolkhoze juif, vers 1930.

Le KOMZET (en russe : Комитет по земельному устройству еврейских трудящихся, КОМЗЕТ) est un comité chargé d'aider les Juifs en Union soviétique, entre 1925 et 1938. Il était supervisé par l'organisation du OZET.